# Gordon-Keeble
La Gordon-Keeble è stata una casa automobilistica britannica attiva dal 1964 al 1967. Fu fondata a Slough, in Inghilterra; in seguito la sede venne spostata a Southampton.

## Storia

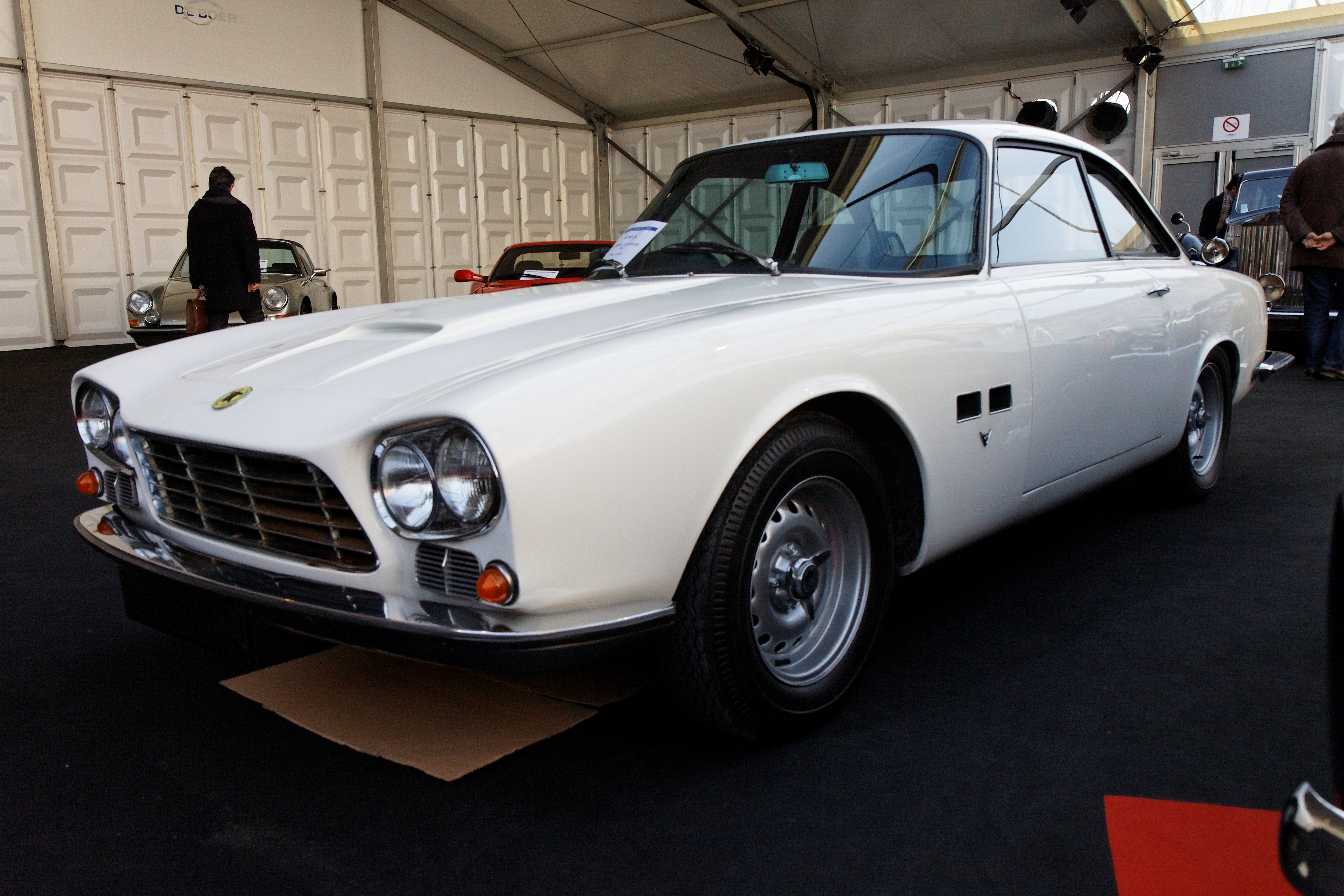
Vista anteriore di una Gordon-Keeble del 1964

Il marchio della Gordon-Keeble è una tartaruga: venne ironicamente scelto per via della nota lentezza dell'animale.
La Gordon-Keeble è stata fondata nel 1964 da John Gordon, un imprenditore del settore automobilistico già fondatore della casa automobilistica Peerless Cars. Il prototipo dell'unico modello prodotto dalla casa automobilistica britannica, a cui fu dato il nome di Gordon GT, fu realizzato da John Gordon e dall'ingegnere e pilota automobilistico Jim Keeble: questa vettura montava un motore V8 proveniente da una Chevrolet Corvette, con 4,6 L di cilindrata e 290 cv di potenza a 6250 giri/min, mentre il telaio era derivato dallo chassis della Peerless GT. L'idea di equipaggiare un leggero telaio inglese con un potente motore V8 americano era stata suggerita ai due da Rick Neilson, un pilota della USAF la cui Corvette era manutenuta dallo stesso Keeble. Iniziato nel novembre del 1959, il telaio dell'auto era uno space frame in tubi quadri da un pollice. Le sospensioni anteriori dell'auto erano indipendenti, mentre al retrotreno era installato un ponte De Dion. Tutti freni erano a disco. Nel gennaio del 1960 l'auto fu spedita presso Bertone, a Torino, dove fu completata con l'installazione della carrozzeria : il design del corpo vettura, che era berlina due porte, fu invece di Giorgetto Giugiaro. I quattro fanali anteriori furono una scelta particolare: all'epoca questa configurazione era rara e si poteva trovare su pochi modelli europei come sulla Lagonda Rapide, sulla Lancia Flaminia e sulle vetture Triumph e Rolls-Royce. Gli interni erano lussuosi, con strumentazione bianca e nera.

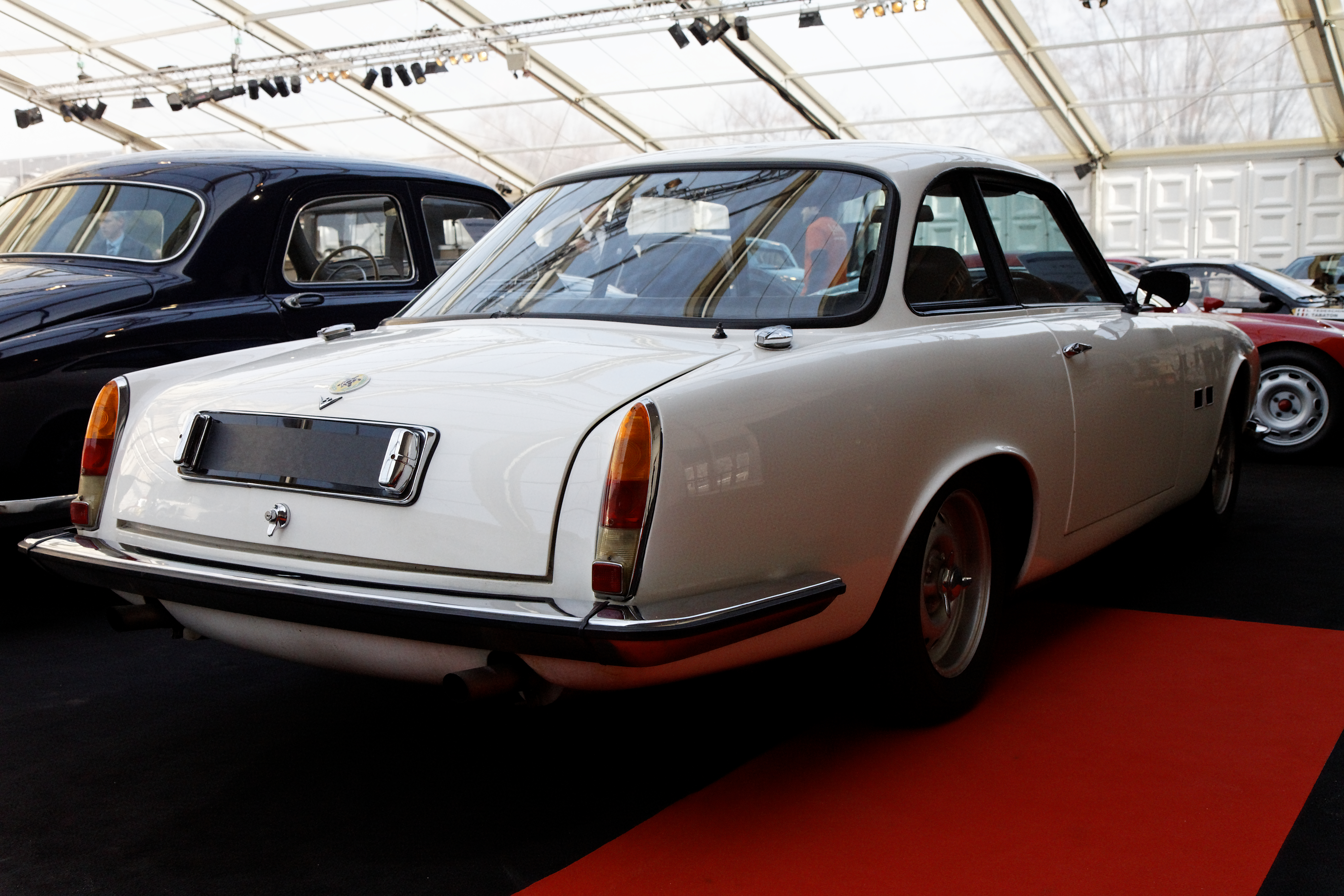
Vista posteriore di una Gordon-Keeble del 1964

Il prototipo venne presentato nel marzo del 1960 al salone dell'automobile di Ginevra con il nome di "Gordon". A causa di alcuni ritardi nella spedizione dei componenti, la realizzazione del prototipo fu rinviata: il suo assemblaggio durò, come da contratto con la Bertone, 27 giorni. Dopo ripetuti test, nei quali l'auto percorse circa 14.000 miglia, la vettura venne spedita a Detroit alla Chevrolet: dopo averla visionata, la dirigenza della casa automobilistica statunitense accordò il permesso di fornire il motore e il cambio a quattro rapporti della Corvette per realizzare il gruppo motopropulsore della Gordon e concesse inoltre di poter sfruttare la propria rete di distribuzione negli Stati Uniti. 

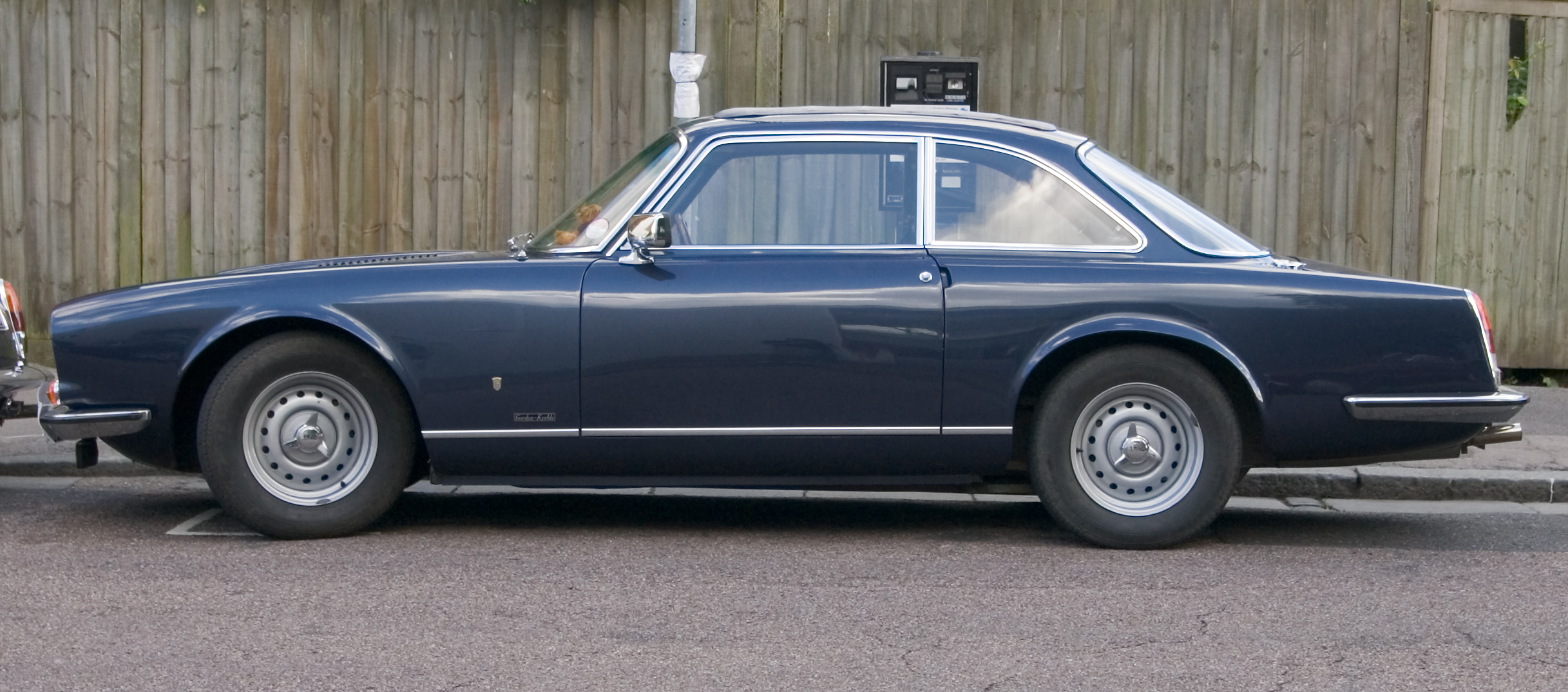
Vista laterale di una Gordon-Keeble

La vettura entrò in produzione solo nel 1964, ma nel frattempo Gordon aveva abbandonato il progetto e George Wansbrough era divenuto presidente. Il modello prodotto in serie presentava sostanziali modifiche rispetto al prototipo. Venne infatti montato un motore V8 Chevrolet da 5,4 L e 300 CV in luogo del 4,6 L originale che non era più disponibile, mentre la carrozzeria fu realizzata dalla Williams & Pritchard Limited in vetroresina invece che in acciaio. Anche gli interni vennero sostituiti con altri meno raffinati. Ogni vettura aveva due serbatoi di benzina. Il passo della vettura era di 2.591 mm, la lunghezza 4.674 mm e la larghezza 1.727 mm.
Poco dopo la commercializzazione i fornitori iniziarono a creare problemi nell'approvvigionamento dei componenti (in particolare per quanto riguarda la scatola dello sterzo) e molti modelli, poco dopo l'acquisto da parte dei clienti, iniziarono ad avere noie tecniche, che si ripercossero sulle casse della Gordon-Keeble a causa delle riparazioni in garanzia. Ciò portò a una crisi dell'azienda, che andò in liquidazione. In questo breve lasso di tempo, vennero vendute in totale 90 vetture. Nel 1965 la Gordon-Keeble venne acquistata da Harold Smith e Geoffrey West: nell'occasione il nome cambiò in Keeble Cars Ltd e la produzione spostata a Sholing (un distretto di Southampton). La produzione riprese, ma per breve tempo, dato che venne sospesa nel 1966. L'ultimo esemplare, il centesimo, venne assemblato nel 1967 utilizzando parti di ricambio.
Nel 1968 ci fu un tentativo di riprendere la produzione. L'imprenditore statunitense John de Bruyne acquistò i diritti di assemblare il modello. Ne furono realizzati due esemplari, che furono denominati "De Bruynes". Queste due De Bruynes furono presentate al salone dell'automobile di New York senza mai entrare in produzione di serie.